# Saurita myrrhina
Saurita myrrhina är en fjärilsart som beskrevs av Max Wilhelm Karl Draudt 1931. Saurita myrrhina ingår i släktet Saurita och familjen björnspinnare. Inga underarter finns listade.